# Decentralizacja na Ukrainie
Decentralizacja na Ukrainie (ukr. Децентралізація в Україні, реформа децентралізації) – reforma ustrojowa wprowadzana na Ukrainie od 2014 roku w celu decentralizacji władzy poprzez stworzenie niezależnego samorządu terytorialnego, realizującego zadania odrębne od administracji rządowej i finansowane z własnych środków. Przy wprowadzaniu reformy zachowano trójstopniowy podział administracyjny oraz unitarną formę państwa.

## Tło

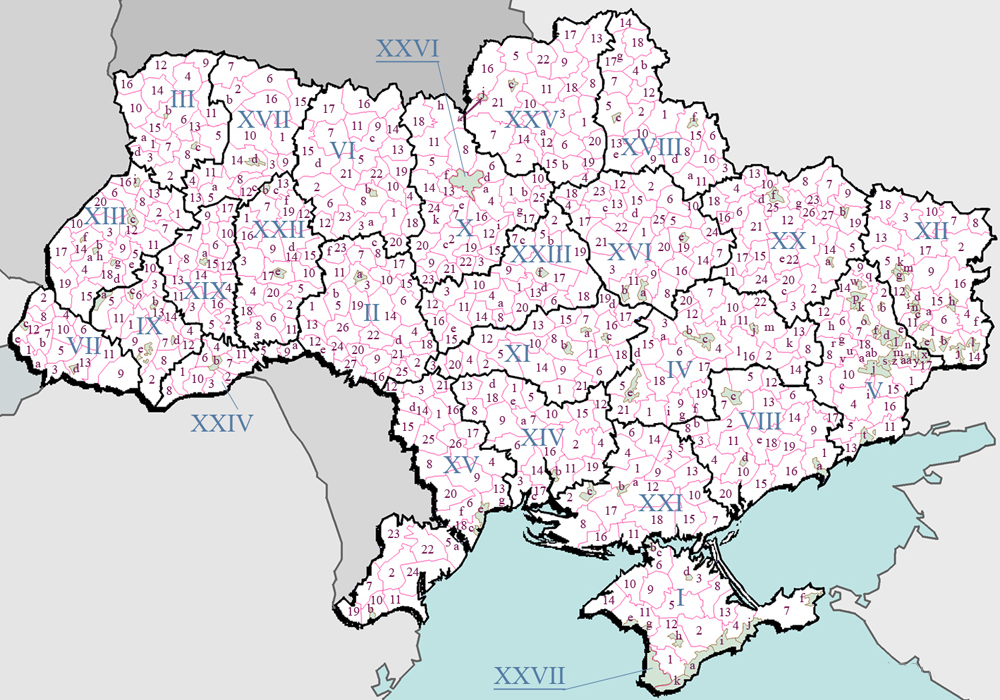
Mapa rejonów Ukrainy przed reformą

Od czasu uzyskania niepodległości w związku z rozpadem ZSRR Ukraina pozostawała państwem silnie scentralizowanym. Model ten utrudniał modernizację kraju, towarzyszyła mu też niska wydolność działania urzędów i wysoki poziom korupcji. Nie przystawał on również do wewnętrznego zróżnicowania poszczególnych regionów Ukrainy. Tymczasem samorząd na poziomie obwodów i rejonów miał bardzo niskie kompetencje – zdecydowanie silniejszą pozycję mieli przedstawiciele władzy centralnej, tj. odpowiednio gubernatorzy i starostowie. Zróżnicowanie kraju było przy tym pretekstem do prezentowania przez polityków prorosyjskich z Ukrainy oraz przez samą Federację Rosyjską pomysłów mających na celu przekształcenie kraju w państwo federalne. Debata na ten temat nasiliła się w okresie bezpośrednio po zwycięstwie Euromajdanu i zakończeniu sprawowania władzy przez Wiktora Janukowycza. Wcześniej temat decentralizacji podejmowany był pod koniec lat 90. oraz w latach 2007–2009, jednak nie doszło do wprowadzenia realnych zmian, a relacje między centrum a regionami opierały się wciąż na przepisach z czasów sowieckich. Szczebel rejonów i obwodów nie miał władz wykonawczych, a jedynie rady – funkcje wykonawcze sprawowali zatem przedstawiciele terenowych organów administracji państwowej. Tendencje centralizacyjne pogłębiały się w trakcie rządów Wiktora Janukowycza – w latach 2011–2013 przyjęto ponad dwadzieścia ustaw, które ograniczały i tak wąskie kompetencje władz samorządowych.

## Reforma

Mapa rejonów Ukrainy po reformie

Powrót do tematu reformy decentralizacyjnej stał się możliwy po zmianie władzy w wyniku Euromajdanu. Od początku do najistotniejszych kwestii pojawiających się w debacie nad stworzeniem nowego modelu samorządu były takie tematy jak podział władzy między rządem a władzami regionów (ustalenie zadań własnych i zleconych oraz mechanizmu ich finansowania), kwestia prawa do określenia dodatkowego języka regionalnego, sposób postępowania z dochodami z podatków lokalnych (przed reformą podlegały one redystrybucji przez budżet centralny) oraz precyzyjne uregulowanie kompetencji nowych jednostek samorządu w zakresie współpracy międzynarodowej – obawy dotyczyły np. samodzielnego zawierania umów z państwami trzecimi. Szczególne kontrowersje wzbudziła jednak kwestia statusu części obwodów donieckiego i ługańskiego, które od 2014 znajdują się poza kontrolą władz w Kijowie. Problem ten wywołał publiczne spory w momencie próby zmian w ukraińskiej konstytucji w 2015 roku.
W związku z trudnościami w przeprowadzeniu zmiany konstytucji reformę postanowiono kontynuować w istniejących wówczas ramach ustrojowych. Na podstawie ustawy z 2015 roku rozpoczął się proces dobrowolnego łączenia się małych hromad w nowe, większe hromady mające działać według nowych zasad (ukr. Об'єднана територіальна громада, ОТГ). Proces ten trwał do 2020 roku – w tym czasie na Ukrainie istniały hromady działające na pierwotnych zasadach, jak i jednostki funkcjonujące w oparciu o nowe przepisy. Kolejny etap zmian nastąpił w 2020 roku – zreformowano wówczas szczebel rejonów i obwodów, przy czym liczba rejonów zmieniła się z 490 na 136. Pierwsze historyczne wybory samorządowe, w których mieszkańcy wybrali władze samorządowe wszystkich szczebli odbyły się 25 października 2020.

## Współpraca z Polską
Od samego początku ukraińska reforma decentralizacyjna przebiegała we współpracy i przy wykorzystaniu doświadczeń Polski w tworzeniu samorządu. Pierwsza oficjalna wizyta w Polsce przedstawiciela nowego rządu powołanego po Euromajdanie miała miejsce w marcu 2014 – ówczesny wicepremier Wołodymyr Hrojsman wystąpił wówczas z prośbą o wsparcie tej reformy i spotkał się z pozytywną odpowiedzią ze strony ministrów rządu Donalda Tuska. Polscy eksperci doradzali m.in. w zakresie ustalania nowych kompetencji poszczególnych szczebli samorządu terytorialnego oraz tworzeniu systemu finansowania ich działań. W projekty i inicjatywy wspierające różne elementy reformy decentralizacyjnej zaangażowane były m.in. Fundacja Edukacja dla Demokracji, Fundacja Rozwoju Demokracji Lokalnej czy też Fundacja Inicjatyw Menedżerskich. Reformę decentralizacji wspierały także inne państwa Unii Europejskiej, m.in. poprzez tworzenie partnerstw międzynarodowych pomiędzy jednostkami samorządu terytorialnego.